# متحف الفن الإسلامي (باليرمو)

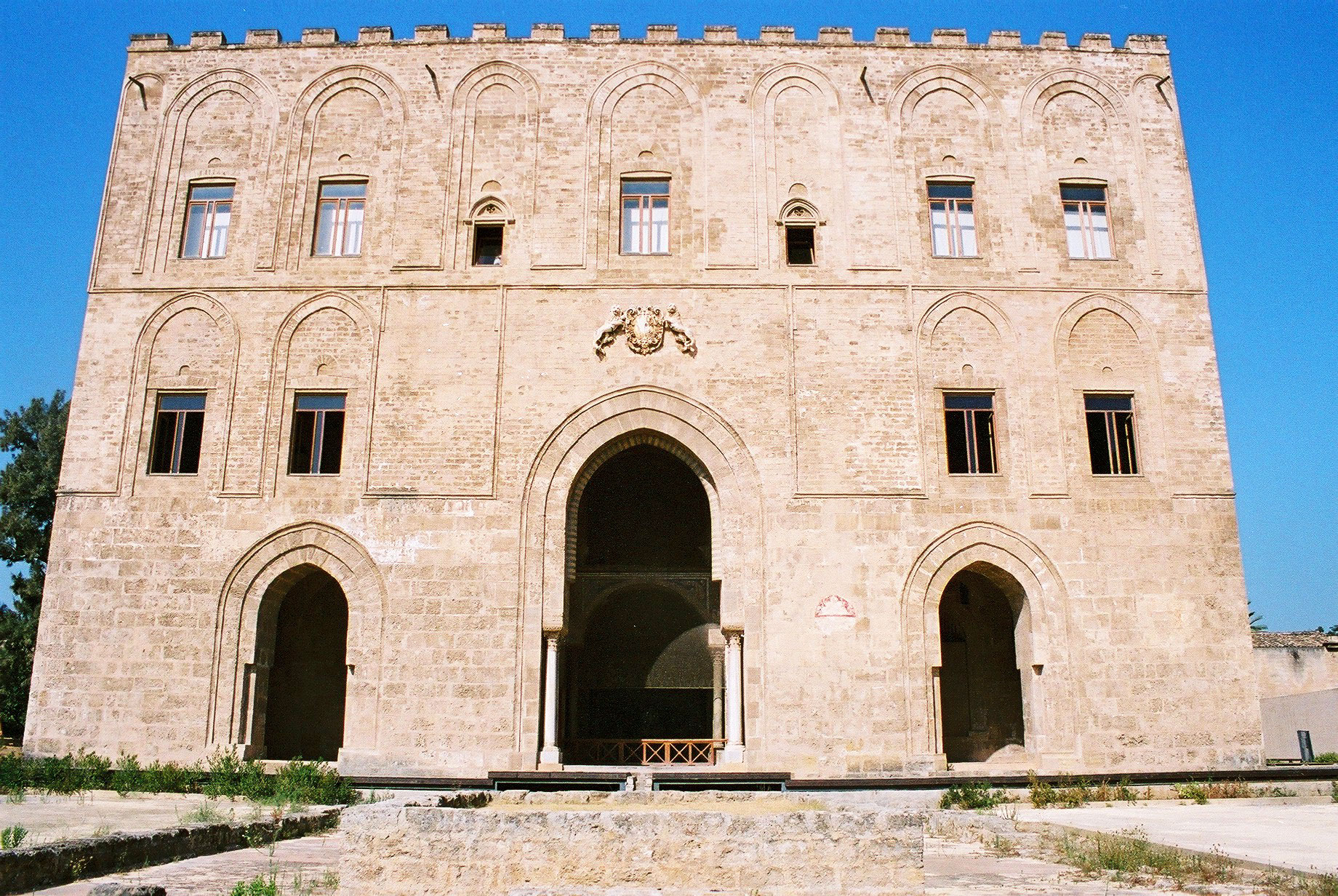
قصر زيسا موطن المتحف

متحف الفن الإسلامي في باليرمو هو متحف يقع في قلعة زيسا [الإنجليزية]
 العربية، غرب it [الإنجليزية]
. يضم المتحف قطعًا من الفن الإسلامي من صقلية ومنطقة البحر الأبيض المتوسط، والذي أُنتج بين القرنين التاسع والثاني عشر.
اُفتتح المتحف في عام 1991 واديره هيئة التراث الثقافي في باليرمو [الإيطالية]
.

## معرض الصور

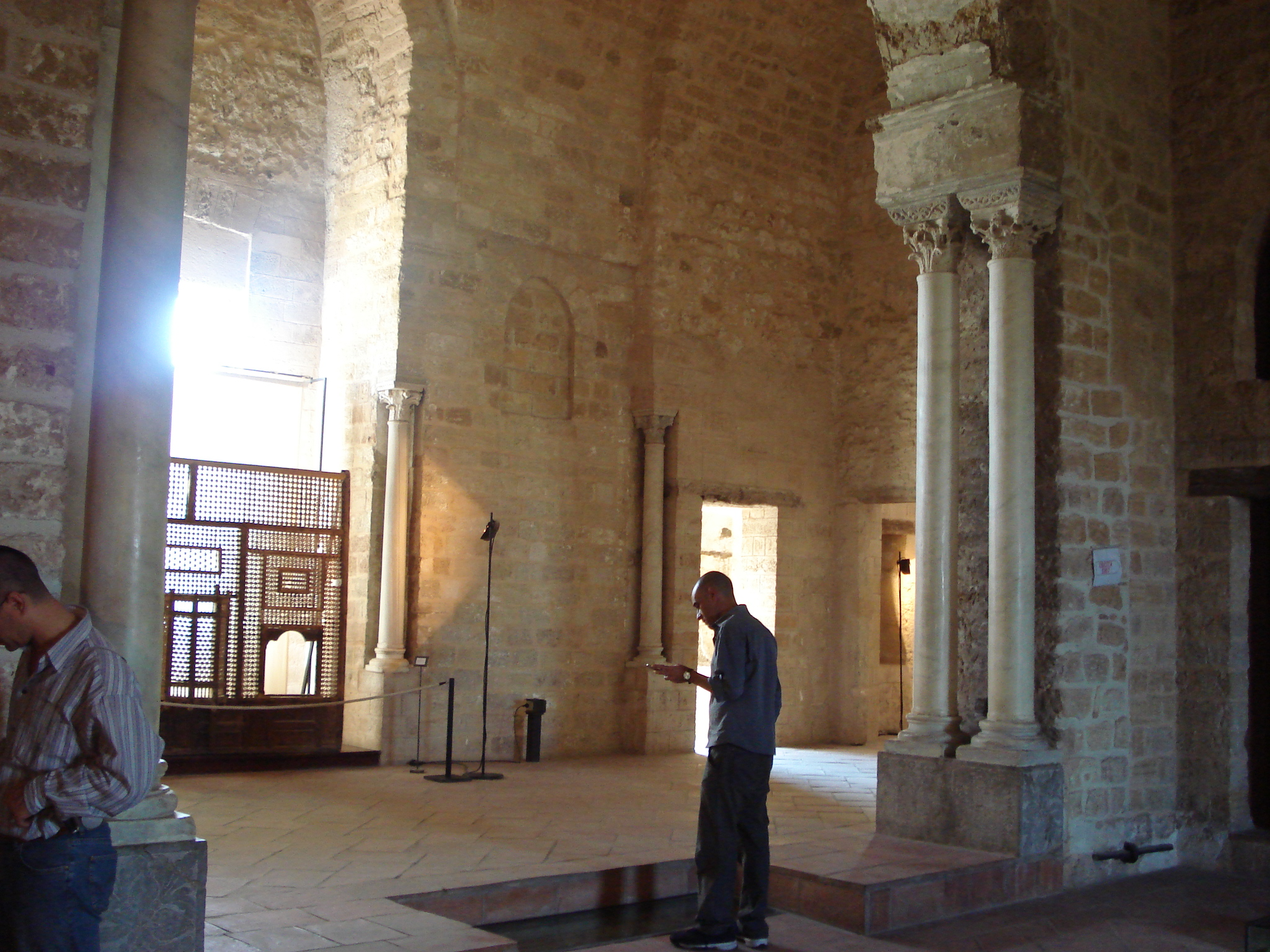
داخل المتحف مع المشربيات.
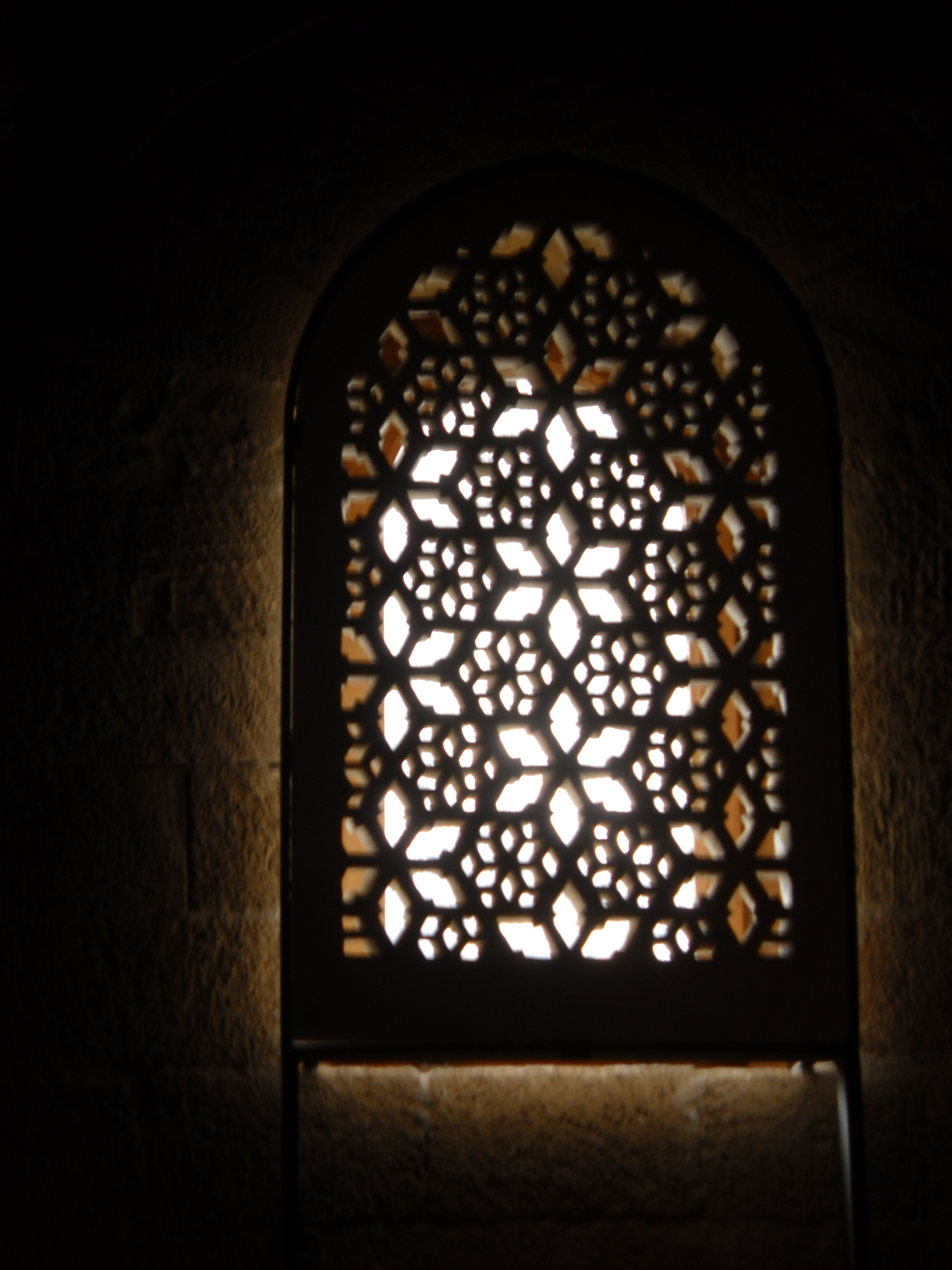
الزيزا: نافذة مع مشربية.
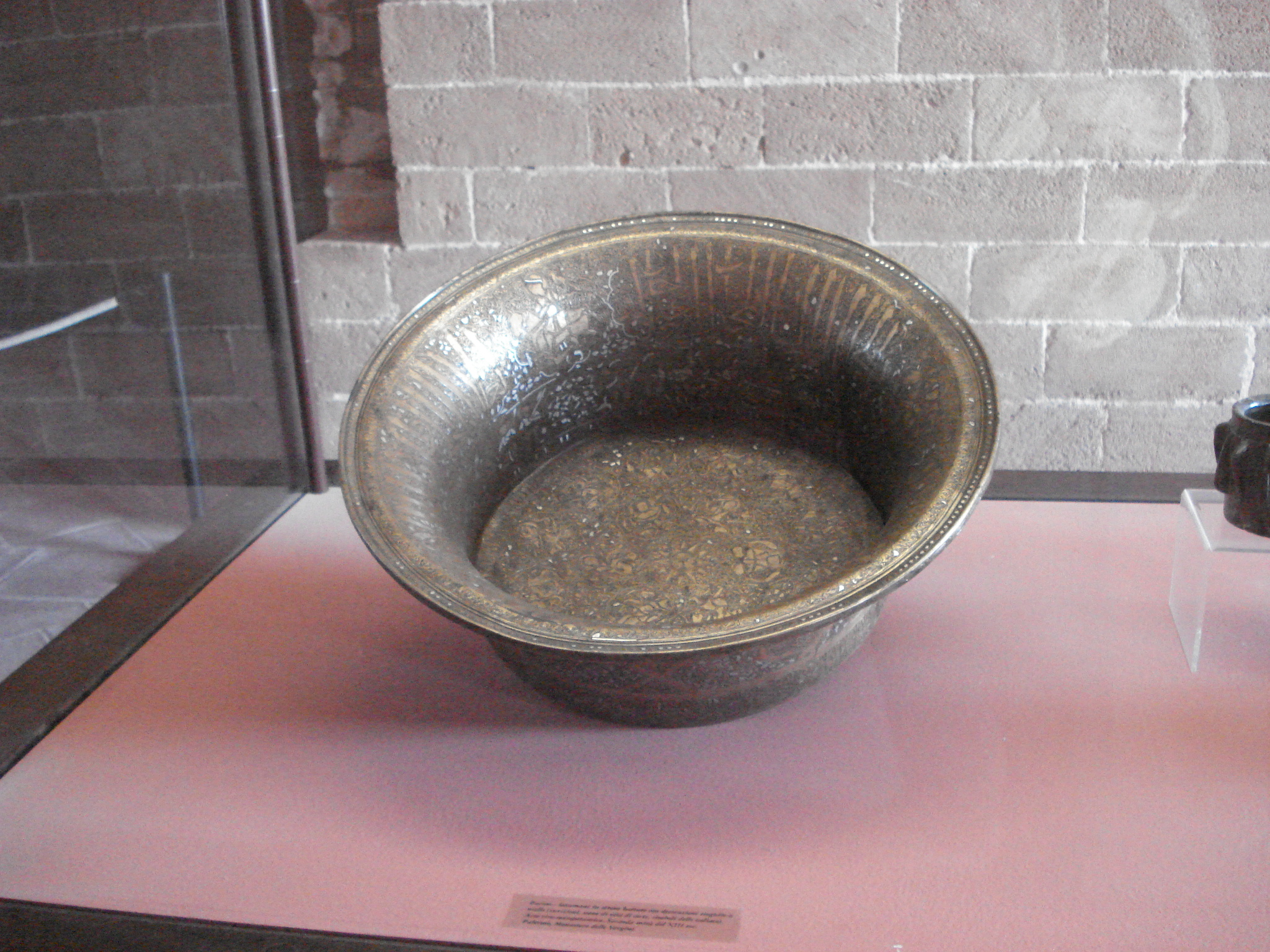
حوض عليه نقش باللغة العربية.
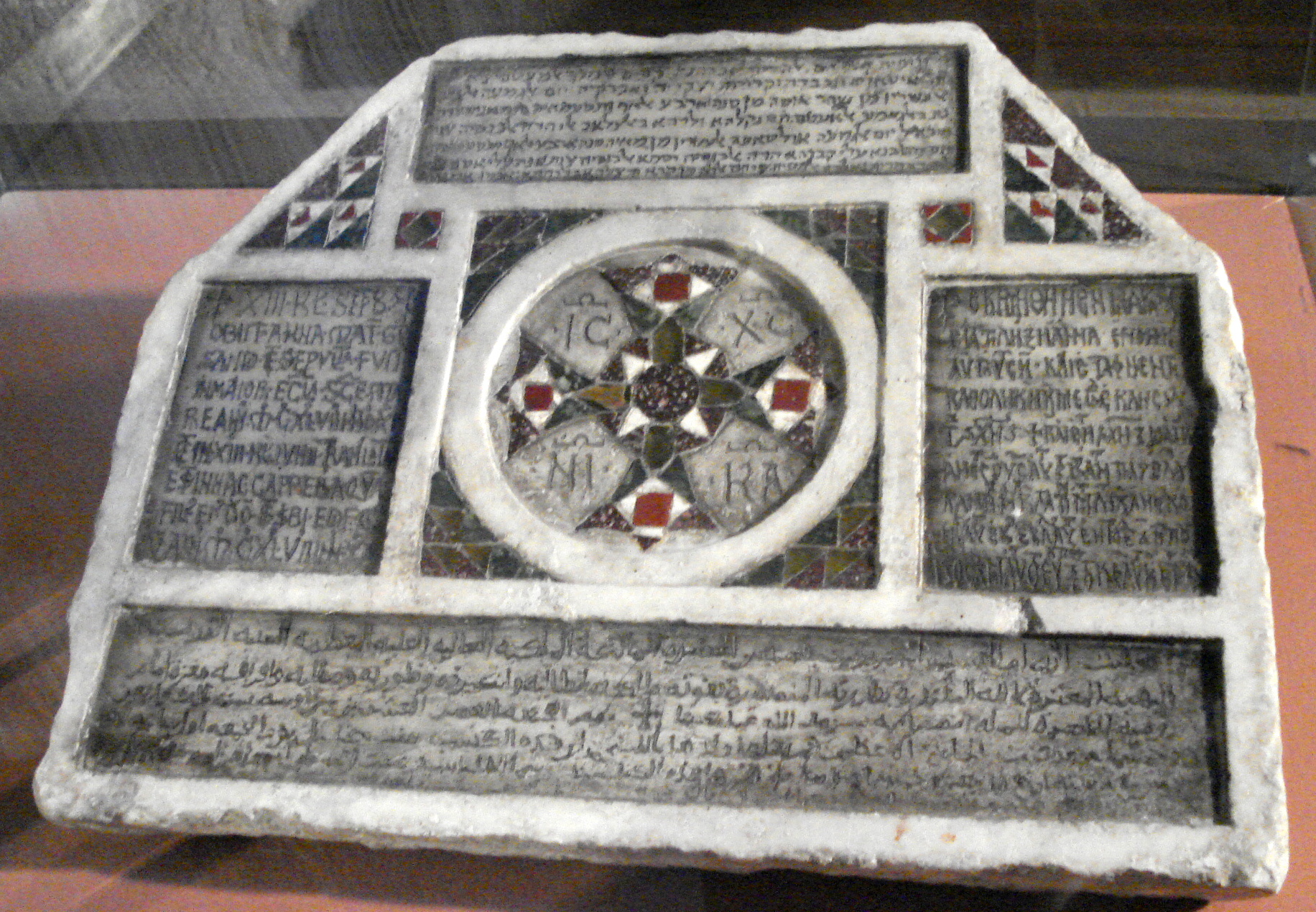
شواهد القبور رباعية اللغات: العبرية، اللاتينية، اليونانية البيزنطية والعربية.
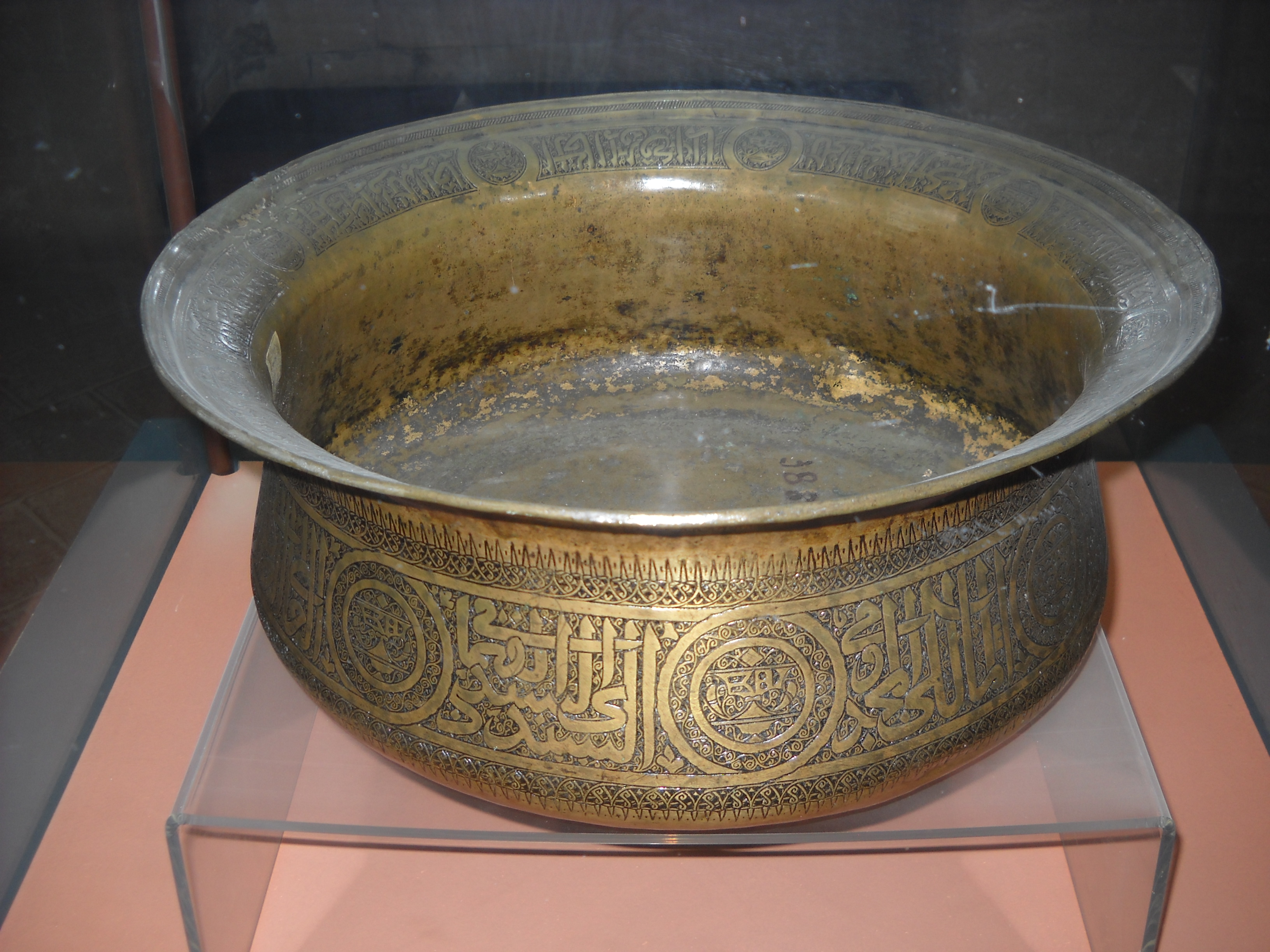
حوض عليه كتابات عربية.
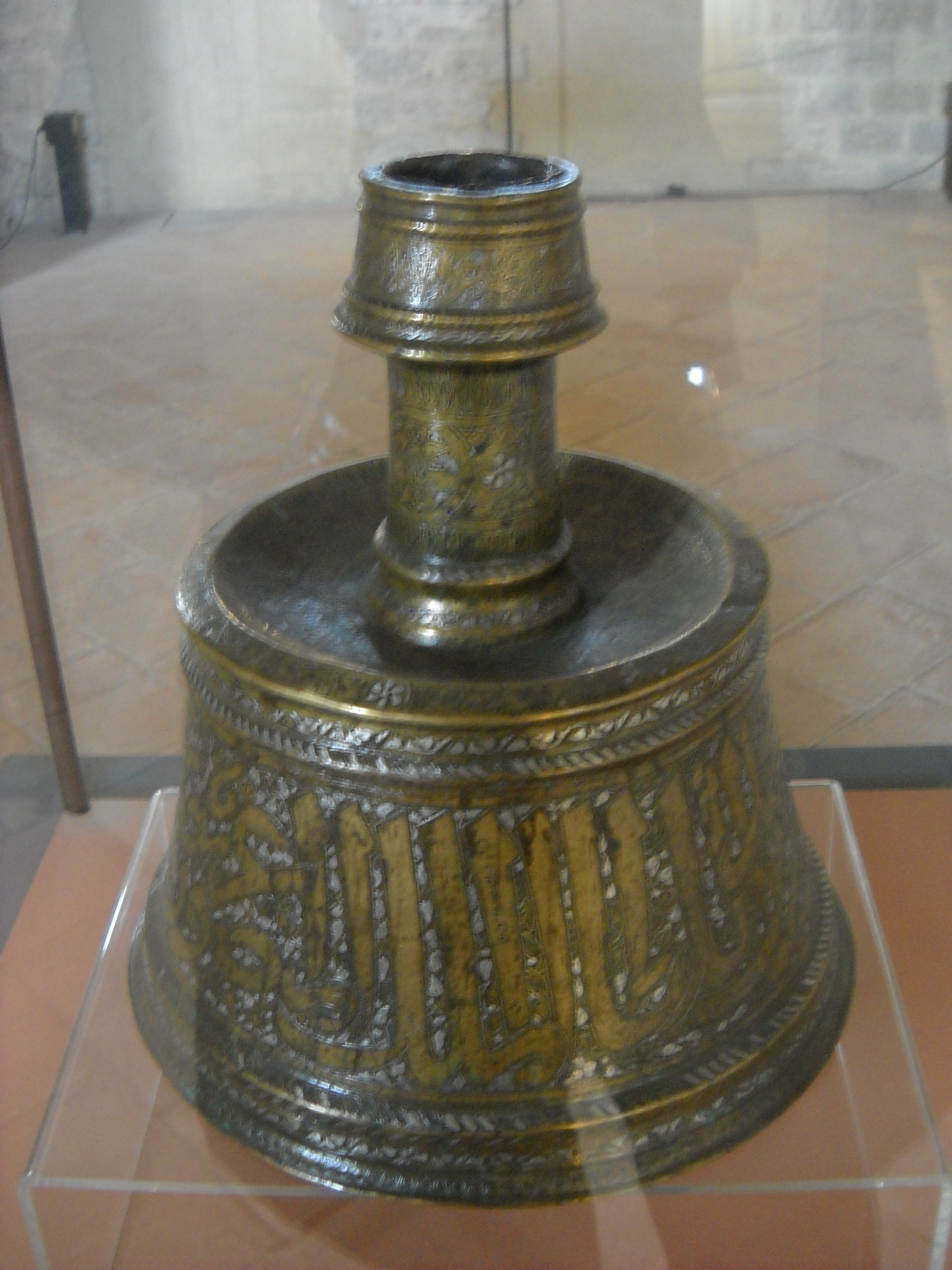
كوب.
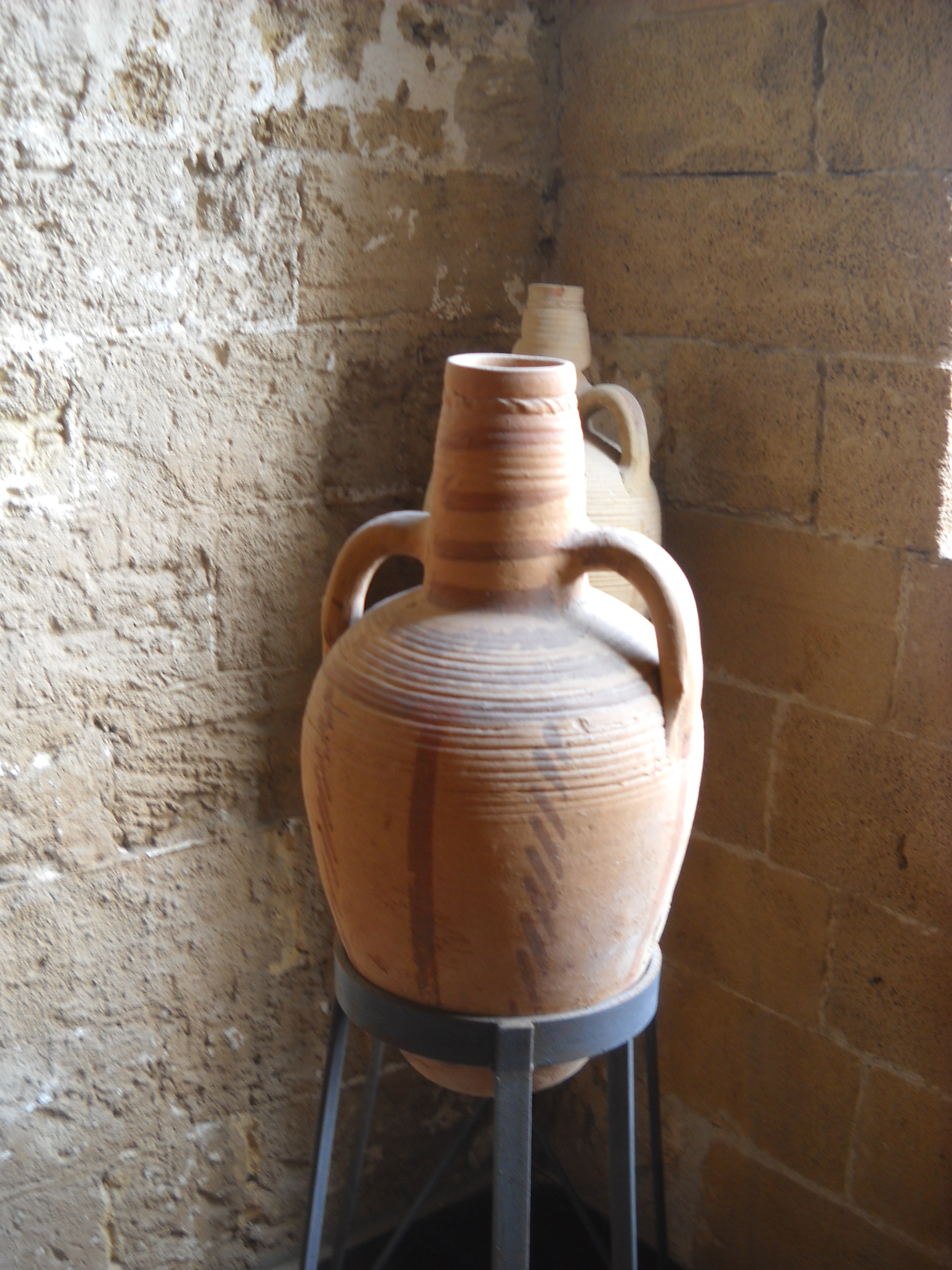
جرّات.

## ملحوظات
1. ↑  وصلة مرجع: https://atlasf.eu/poi/8153. الوصول: 17 أغسطس 2019.

## فهرس
- La Zisa di Palermo, storia e restauro. Laterza editori. 1982.
- la Zisa, la cultura musulmana negli edifici del Re. 1991.
- La Zisa di Palermo. Flaccovio. 1994.
- La Zisa e Palermo. Dario Flaccovio Editore. 2003.
- Architetture Medievali normanne e siculo normanne. Vittorietti. 2012.
- Palazzi e giardini dei re normanni di Sicilia. Kalos. 2017.

## طالع أيضًا
- الفن الإسلامي
- تاريخ صقلية العربية
- الزيسا [الإنجليزية]
- حديقة زيسا [الإنجليزية]